# Carmen, Julia, Noeli, Blanca i Teresa Bahillo Rodrigo
Carmen, Julia, Noeli, Blanca i Teresa Bahillo Rodrigo (segle XX) foren militants carlines relacionades amb Lleida. Filles d'una família profundament carlina, el seu pare, Humberto Bahíllo Rojo, fou executat per ordre del Comitè de Salut Pública el 4 d'agost de 1936.

## Biografia
La tradició familiar sempre exercí una influència decisiva en la militància carlina. A partir de 1932 el nombre de carlines a Lleida es veié incrementat amb l'arribada de les germanes Bahíllo, a conseqüència de la professió de ferroviari del seu pare. Naturals de Castella, filles d'Humberto Bahíllo Rojo i Antonia Rodrigo Parcero, procedien d'una família íntegrament carlina des del segle xix. Les germanes Bahíllo -Carmen, Julia, Noeli, Blanca i Teresa- protagonitzaren durant la II República, la Guerra Civil Espanyola i els primers anys del franquisme les accions més significades del carlisme femení a Lleida, juntament amb la màxima dirigent, Maria Recasens Gassió.
Foren actives col·laboradores del Socors Blanc que, dins la Comunió Tradicionalista, s'encarregava des dels anys de la República d'atendre materialment i espiritualment els presos i tots aquells que es trobessin en dificultats per les circumstàncies polítiques. El fracàs del sollevament militar de juliol de 1936 comportà que visquessin dramàtiques experiències personals. El promès d'una de les germanes fou afusellat pocs dies després. El seu pare fou executat per ordre del Comitè de Salut Pública el 4 d'agost i, tot seguit, les germanes Bahíllo foren empresonades fins a la primavera de 1937.
Un cop foren posades en llibertat, continuaren les activitats a favor de la causa rebel. Mentre algunes realitzaren funcions d'enllaç entre els soldats carlins i els seus familiars, altres marxaren al front per tal d'actuar com a infermeres dins la delegació carlina de Fronts i Hospitals, la qual cosa feu que una d'elles, Teresa, fos víctima d'un bombardeig de l'aviació republicana i en quedés greument ferida.
Acabada la guerra i retornades a Lleida, quedaren enquadrades com a militants de la Sección Femenina de la Falange a causa de la Unificació d'abril de 1937. La seua actitud, abrandadament contrària a la Falange femenina, feu que hi protagonitzessin constants conflictes i enfrontaments fins que el 1941 en foren expulsades. El 1939 decidiren integrar-se a la Delegació d'Avituallaments de la mà del governador civil Juan A. Cremades Royo, amb qui tenien unes directes relacions personals. Poc després també s'incorporaren a Acció Catòlica des d'on centraren, a partir de llavors, les seues activitats de compromís social. La trajectòria de les germanes Bahíllo esdevingué un clar indicador de la inadequació de què fou objecte el carlisme -el femení, en aquest cas- dins l'Estat franquista.